# McCook megye
McCook megye az Amerikai Egyesült Államokban, azon belül Dél-Dakota államban található. Megyeszékhelye és legnagyobb városa Salem. Lakosainak száma 5682 fő (2020. április 1.). McCook megye Lake, Minnehaha, Turner, Hutchinson, Hanson és Miner megyékkel határos.

## Népesség
A megye népességének változása:
| Lakosok száma | 5608 | 5563 | 5606 | 5654 | 5599 | 5682 |
|               | 2010 | 2011 | 2012 | 2013 | 2015 | 2020 |